# Marlboro County
Marlboro County är ett administrativt område i delstaten South Carolina, USA. År 2010 hade countyt 28 933 invånare. Den administrativa huvudorten (county seat) är Bennettsville. Countyt har fått sitt namn efter John Churchill, hertig av Marlborough.

## Geografi
Enligt United States Census Bureau har countyt en total area på 1 256 km². 1 240 km² av den arean är land och 16 km² är vatten.

### Angränsande countyn
- Richmond County, North Carolina - nord
- Scotland County, North Carolina - nordöst
- Robeson County, North Carolina - öst
- Dillon County, South Carolina - öst
- Florence County, South Carolina - syd
- Darlington County, South Carolina - sydväst
- Chesterfield County, South Carolina - väst
- Anson County, North Carolina - nordväst